# Gerrit Major
Gerrit Major (Brugge, 4 augustus 1980) is een Belgisch voormalig basketballer en basketbalcoach.

## Carrière
Major speelde in de jeugd van BC Oostende en maakte in het seizoen 1999/00 zijn debuut in de eerste klasse. Hij speelde tot in 2005 bij Oostende en werd twee keer landskampioen en won een keer de beker. Hij maakte in 2005 de overstap naar Dexia Mons-Hainaut waar hij twee seizoenen speelde en een keer de beker mee won. In 2007 stapte hij over naar BBC Bree dat hij na een seizoen verliet. Hij tekende in 2008 bij Spirou Charleroi waarmee hij in 2009 opnieuw landskampioen mee werd. Na twee seizoenen tekende hij bij VOO Verviers-Pepinster waar hij na een seizoen zijn profcarrière eindigde.
Hij ging daarop spelen bij KBBC Oostkamp waarmee hij in 2015 kampioen werd in de derde klasse. Hij stopte in 2015 als basketballer en werd jeugdcoach en assistent bij Oostkamp. In 2021 nam hij de rol van hoofdcoach bij Oostkamp op zich en werd hoofdcoach Wim Meiresonne assistent-coach. Na het seizoen 2023/24 verliet hij Oostkamp en werd coach van Basket Sijsele waar hij Gunther De Pauw opvolgde.

## Erelijst
- Belgisch landskampioen: 2001, 2002, 2009
- Belgisch bekerwinnaar: 2001, 2006
- Kampioen derde klasse: 2015